# Hành trình ẩm thực của Phil
Hành trình ẩm thực của Phil (tiếng Anh: Somebody Feed Phil) là một loạt phim tài liệu về du lịch của Hoa Kỳ do Philip Rosenthal dẫn chương trình, loạt phim được công chiếu trên Netflix vào ngày 12 tháng 1 năm 2018.
Vào tháng 5 năm 2019, Netflix thông báo gia hạn loạt phim Hành trình ẩm thực của Phil với mùa thứ ba, được phát hành vào ngày 29 tháng 5 năm 2020. Đối với mùa thứ tư, mùa này được quay ngay sau mùa thứ ba, ra mắt vào ngày 30 tháng 10 năm 2020. Mùa thứ năm được phát hành vào ngày 25 tháng 5 năm 2022. Chương trình tiếp tục được gia hạn cho đến mùa thứ sáu, mùa phim này thực hiện quá trình quay phim ngay sau mùa thứ năm. Đến tháng 1 năm 2023, chương trình lại được gia hạn cho mùa thứ bảy và ra mắt vào ngày 1 tháng 3 năm 2024.

## Tổng quan
Trong loạt phim tài liệu này, thông thường trong một phân đoạn ở cuối mỗi một tập phim, Rosenthal sẽ thực hiện gọi video cho một ai đó để kể về những gì mình đã trải nghiệm. Trong hai mùa đầu tiên, Rosenthal thực hiện một cuộc gọi video cho bố mẹ mình, ông Max và bà Helen, để kể cho họ nghe về những khám phá mới về ẩm thực tại vùng đất mà anh đặt chân đến. Sau khi bà Helen qua đời vào năm 2019, ông Max tiếp tục xuất hiện trong phân đoạn này trong hai mùa kế tiếp cho đến khi ông qua đời vào năm 2021. Từ mùa thứ năm trở đi, Rosenthal sẽ gọi cho một vị khách mời ở mỗi tập để tiếp nối truyền thống của loạt phim, bao gồm cậu con trai của anh là Ben, các ngôi sao của bộ phim Everybody Loves Raymond như Ray Romano và Brad Garrett, Gilbert Gottfried, Judy Gold, Fran Drescher, Ted Danson và Paul Reiser. Chương trình đã dành riêng một tập để tri ân ông Max và bà Helen, tập phim đó được lên sóng trong mùa thứ sáu.
Một cuốn sách dạy nấu ăn đi kèm với loạt phim mang tên Somebody Feed Phil: The Book, đã được phát hành vào tháng 10 năm 2022.

## Các tập
| Mùa | Mùa | Số tập | Số tập | Phát hành gốc        | Phát hành gốc        |
| --- | --- | ------ | ------ | -------------------- | -------------------- |
|     | 1   | 6      | 6      | 12 tháng 1 năm 2018  | 12 tháng 1 năm 2018  |
|     | 2   | 6      | 6      | 6 tháng 7 năm 2018   | 6 tháng 7 năm 2018   |
|     | 3   | 5      | 5      | 29 tháng 5 năm 2020  | 29 tháng 5 năm 2020  |
|     | 4   | 5      | 5      | 30 tháng 10 năm 2020 | 30 tháng 10 năm 2020 |
|     | 5   | 5      | 5      | 25 tháng 5 năm 2022  | 25 tháng 5 năm 2022  |
|     | 6   | 6      | 6      | 18 tháng 10 năm 2022 | 18 tháng 10 năm 2022 |
|     | 7   | 8      | 8      | 1 tháng 3 năm 2024   | 1 tháng 3 năm 2024   |

### Mùa 1 (2018)
| TT. tổng thể | TT. trong mùa phim | Tiêu đề            | Ngày phát sóng gốc  |
| --- | ------------------ | ------------------ | ------------------- |
| 1 | 1                  | "Bangkok"          | 12 tháng 1 năm 2018 |
| Phil tham quan chợ nổi bằng thuyền, nếm thử các món ăn đường phố ngon nhất thế giới ở Khu phố Tàu và thưởng thức thực đơn ăn thử 25 món theo phong cách tương lai.                      |                    |                    |                     |
| 2 | 2                  | "Sài Gòn"          | 12 tháng 1 năm 2018 |
| Một chuyến đi thú vị đến Sài Gòn mở màn bằng phở và bánh mì. Phil thức dậy lúc bình minh để đi hái ngó sen và tìm hiểu cách làm cà phê Việt Nam chuẩn.                                  |                    |                    |                     |
| 3 | 3                  | "Tel Aviv"         | 12 tháng 1 năm 2018 |
| Ở Tel Aviv sôi động, Phil kết nối lại với những người bạn cũ nhờ Shakshuka, ghé thăm một quán Hummus theo chủ đề giáo đường Do Thái và gặp "Công chúa Súp".                             |                    |                    |                     |
| 4 | 4                  | "Lisbon"           | 12 tháng 1 năm 2018 |
| Phil thưởng thức bánh trứng sữa Pastéis de Nata nổi tiếng ở Lisbon, thăm quan thành phố bằng mô tô ba bánh rồi cùng dùng bữa cùng một đầu bếp tại nhà hàng đạt sao Michelin của anh ấy. |                    |                    |                     |
| 5 | 5                  | "New Orleans"      | 12 tháng 1 năm 2018 |
| Phil học cách ăn tôm hùm đất, trở nên phấn khích ở một cửa hàng bán thịt và gặp gỡ bạn bè cho truyền thống tối thứ Hai: đậu đỏ và cơm.                                                  |                    |                    |                     |
| 6 | 6                  | "Thành phố México" | 12 tháng 1 năm 2018 |
| Sau bữa ăn đầy Mezcal, Phil thử làm bánh Tortilla rồi giới thiệu cho một người lạ những điều kỳ diệu của món bánh Tacos heo xé.                                                         |                    |                    |                     |

### Mùa 2 (2018)
| TT. tổng thể | TT. trong mùa phim | Tiêu đề              | Ngày phát sóng gốc |
| --- | ------------------ | -------------------- | ------------------ |
| 7 | 1                  | "Venice"             | 6 tháng 7 năm 2018 |
| Ở Italy, Phil tận hưởng miếng sườn lợn tuyệt hảo, lái thuyền gondola, dùng bữa cùng một đầu bếp nổi tiếng và rồi trầm trồ trước món kem Ý, phô mai và giấm balsamic lâu năm.       |                    |                      |                    |
| 8 | 2                  | "Dublin"             | 6 tháng 7 năm 2018 |
| Đi cùng vợ Monica trong hành trình tìm về cội nguồn Ireland của cô, Phil thưởng thức boxty và rong biển, thận trọng vào vai người nuôi ong, rồi học cách rót và uống bia Guinness. |                    |                      |                    |
| 9 | 3                  | "Buenos Aires"       | 6 tháng 7 năm 2018 |
| Argentina khiến Phil thích thú khi anh mê mẩn các món ngon từ caramen sữa, choripán thịt lợn rừng và những miếng thịt bò thần thánh. Bonus: Anh còn nhảy tango và cưỡi ngựa nữa.   |                    |                      |                    |
| 10 | 4                  | "Copenhagen"         | 6 tháng 7 năm 2018 |
| Phil thích thú trước những cách diễn giải mới về nhiều món kinh điển ở Bắc Âu như smørrebrød và frikadeller. Sau đó, anh cùng gia đình vui chơi ở Vườn Tivoli.                     |                    |                      |                    |
| 11 | 5                  | "Cape Town"          | 6 tháng 7 năm 2018 |
| Phil mạnh dạn thử thịt đà điểu và linh dương, ăn cùng cháu trai của Nelson Mandela, thưởng thức BBQ và bữa ăn gia đình, cũng như nếm thử cà phê và hoa.                            |                    |                      |                    |
| 12 | 6                  | "Thành phố New York" | 6 tháng 7 năm 2018 |
| Bít tết. Pizza. Bánh mì xúc xích. Kem trứng. Không thể nào không phải lòng New York của Phil khi anh ăn uống cùng những người bạn Al Roker, Judy Gold, Elaine May và Tracy Morgan. |                    |                      |                    |

### Mùa 3 (2020)
| TT. tổng thể | TT. trong mùa phim | Tiêu đề     | Ngày phát sóng gốc  |
| --- | ------------------ | ----------- | ------------------- |
| 13 | 1                  | "Marrakesh" | 29 tháng 5 năm 2020 |
| Phil nhận được sự chào đón nồng nhiệt nhất từ Maroc. Tại đây, anh ăn thịt cừu, được đố vui về các loại gia vị và tham gia bữa tối gia đình đáng nhớ có món couscous.  |                    |             |                     |
| 14 | 2                  | "Chicago"   | 29 tháng 5 năm 2020 |
| Đi cùng con gái Lily, Phil cho các động mạch của anh tập thể dục bằng cách ngấu nghiến hotdog chiên giòn, bánh siêu ngon và tất nhiên không thể thiếu pizza sâu lòng. |                    |             |                     |
| 15 | 3                  | "London"    | 29 tháng 5 năm 2020 |
| Ăn uống cùng cả bạn cũ lẫn bạn mới, Phil thỏa mãn đam mê ẩm thực từ một bữa ăn đơn giản gồm cá và khoai chiên cho đến món thịt hươu sang chảnh.                       |                    |             |                     |
| 16 | 4                  | "Seoul"     | 29 tháng 5 năm 2020 |
| Là tín đồ của món Hàn ở Los Angeles, Phil háo hức đến khu phố Hàn để thử tteokbokki, thưởng thức món cua và ngấu nghiến gà rán với ngôi sao K-pop – Eric Nam.         |                    |             |                     |
| 17 | 5                  | "Montréal"  | 29 tháng 5 năm 2020 |
| Phil trải nghiệm thành phố đa dạng bằng cách nhấp nháp bánh vòng và thịt gà tuyệt hảo, ăn tối với một đầu bếp táo bạo và tham gia một bữa ăn thịnh soạn.              |                    |             |                     |

### Mùa 4 (2020)
| TT. tổng thể | TT. trong mùa phim | Tiêu đề             | Ngày phát sóng gốc   |
| --- | ------------------ | ------------------- | -------------------- |
| 18 | 1                  | "Rio de Janeiro"    | 30 tháng 10 năm 2020 |
| Phil cảm nhận âm nhạc – và sức nóng – trong khi khiêu vũ tại lễ hội, ăn thử trái cây và feijoada, nhấm nháp caipirinha bùng nổ và ăn uống no say ở một tiệm churrascaria.  |                    |                     |                      |
| 19 | 2                  | "San Francisco"     | 30 tháng 10 năm 2020 |
| Đến một trong những thành phố yêu thích, Phil thưởng thức bánh sừng bò sôcôla, đi thuyền ra vịnh dù buồn nôn và gặp các biểu tượng ẩm thực Alice Waters và Thomas Keller.  |                    |                     |                      |
| 20 | 3                  | "Singapore"         | 30 tháng 10 năm 2020 |
| Món ăn ngon miệng từ các chợ bán hàng rong khiến Phil thích thú. Anh còn tham dự một bữa ăn hấp dẫn của người Peranakan và chiêm ngưỡng kiến trúc tuyệt đẹp của khu vực.   |                    |                     |                      |
| 21 | 4                  | "Mississippi Delta" | 30 tháng 10 năm 2020 |
| Phil đắm chìm trong khung cảnh miền Nam — và rất nhiều sốt thịt nướng — khi anh nhấm nháp sườn, tôm hùm chiên, bánh tamales nóng, cá sấu và một miếng bít tết lớn.         |                    |                     |                      |
| 22 | 5                  | "Hawaii"            | 30 tháng 10 năm 2020 |
| Khám phá tinh thần aloha trên các bãi biển và vô số địa điểm khác, Phil tận hưởng poke, đá bào, gà huli huli, poi và – trời ạ – thậm chí là vài cuộc phiêu lưu ngoài trời. |                    |                     |                      |

### Mùa 5 (2022)
| TT. tổng thể | TT. trong mùa phim | Tiêu đề    | Ngày phát sóng gốc  |
| --- | ------------------ | ---------- | ------------------- |
| 23 | 1                  | "Oaxaca"   | 25 tháng 5 năm 2022 |
| Phil thưởng thức sốt mole, bánh memelas, rượu trái cây thùa và salad giun khi đến thủ phủ đồ ăn náo nhiệt, nơi anh chia sẻ món da lợn chiên giòn với diễn viên Jimmi Simpson. |                    |            |                     |
| 24 | 2                  | "Maine"    | 25 tháng 5 năm 2022 |
| Hai lý do chính khiến Phil yêu thích điểm đến này? Tôm hùm và gia đình. Anh thưởng thức món bánh mì cuộn tôm hùm đẫm bơ trước khi ghé thăm trang trại của em họ.              |                    |            |                     |
| 25 | 3                  | "Helsinki" | 25 tháng 5 năm 2022 |
| Phil được chào đón nồng nhiệt tại Phần Lan, ăn một bữa ngon miệng ở phòng tắm hơi, đi câu cá và nếm thử muikku, thịt tuần lộc, vorschmack, và cà phê với phô mai.             |                    |            |                     |
| 26 | 4                  | "Portland" | 25 tháng 5 năm 2022 |
| Phil trải nghiệm ẩm thực đa dạng từ xe bán đồ ăn nhộn nhịp ở thành phố Tây Bắc Thái Bình Dương và tìm hiểu về muối với "Đầu Bếp Thượng Đỉnh" được mến mộ Shota Nakajima.      |                    |            |                     |
| 27 | 5                  | "Madrid"   | 25 tháng 5 năm 2022 |
| Tortillas, tapas, những lát thịt jamón và chuyến đi ghé qua Toledo thơ mộng là một vài điểm nhấn trong chuyến thăm đáng nhớ đầu tiên của Phil tại thủ đô Madrid.              |                    |            |                     |

### Mùa 6 (2022)
| TT. tổng thể | TT. trong mùa phim | Tiêu đề                      | Ngày phát sóng gốc   |
| --- | ------------------ | ---------------------------- | -------------------- |
| 28 | 1                  | "Philadelphia"               | 18 tháng 10 năm 2022 |
| Phil được chào đón nồng nhiệt tại Thành phố Tình anh em, ăn món bánh kẹp đặc trưng, ăn cùng anh bạn Patton Oswalt và nếm các món kinh điển mới của Philadelphia.          |                    |                              |                      |
| 29 | 2                  | "Croatia"                    | 18 tháng 10 năm 2022 |
| Phil ghé thăm các hòn đảo ở Croatia. Tại đây, anh đi lặn và bắt nhím biển, ăn hải sản tươi ngon và thưởng thức món gelato khiến thực khách nhảy múa vui vẻ.               |                    |                              |                      |
| 30 | 3                  | "Austin"                     | 18 tháng 10 năm 2022 |
| Ở Austin, thịt nướng là một nghệ thuật — và Phil rất vui khi được nếm thử các món biến tấu mới. Anh ấy cũng đến ăn ở quán Taco Mafia và thử đua xe F1.                    |                    |                              |                      |
| 31 | 4                  | "Santiago"                   | 18 tháng 10 năm 2022 |
| Phil lê la ở các tiệm sánguche tại thành phố Santiago, Chile, nổi bật phía sau là dãy Andes. Tại đây, người ta dùng dao và nĩa để ăn bánh kẹp.                            |                    |                              |                      |
| 32 | 5                  | "Nashville"                  | 18 tháng 10 năm 2022 |
| Phil ăn uống thỏa thích ở Nashville khi phát hiện nước thịt mắt đỏ, thi ăn gà cay với Ben, con trai anh, và thăm các huyền thoại nổi tiếng của địa phương.                |                    |                              |                      |
| 33 | 6                  | "Tri ân bà Helen và ông Max" | 18 tháng 10 năm 2022 |
| Phil tri ân bố mẹ anh, ông bà Max và Helen. Sự hài hước ấm áp của họ làm cho chương trình bừng sáng và truyền cảm hứng cho Phil sản xuất bộ phim Everybody Loves Raymond. |                    |                              |                      |

### Mùa 7 (2024)
| TT. tổng thể | TT. trong mùa phim | Tiêu đề              | Ngày phát sóng gốc |
| --- | ------------------ | -------------------- | ------------------ |
| 34 | 1                  | "Mumbai"             | 1 tháng 3 năm 2024 |
| Sau tour ẩm thực đường phố ngon lành và nhộn nhịp ở Mumbai, Phil cùng một số dabbawala giao các bữa ăn. Một đầu bếp huyền thoại được vinh danh tại Bombay Canteen.                   |                    |                      |                    |
| 35 | 2                  | "Washington, D.C."   | 1 tháng 3 năm 2024 |
| Sau khi thưởng thức xúc xích ớt hoành tráng, Phil tập chèo thuyền cường độ cao và gặp các thành viên của cộng đồng người điếc ở Washington D.C. đang điều hành tiệm pizza nổi tiếng. |                    |                      |                    |
| 36 | 3                  | "Kyoto"              | 1 tháng 3 năm 2024 |
| Cách tiếp cận ẩm thực đầy nghệ thuật của Kyoto khiến Phil muốn ăn nhiều hơn khi anh húp soba, gặp nghệ nhân omurice và lang thang trong khu chợ được tín đồ ẩm thực yêu thích.       |                    |                      |                    |
| 37 | 4                  | "Iceland"            | 1 tháng 3 năm 2024 |
| Vẻ đẹp tự nhiên của Iceland khiến Phil choáng ngợp. Anh ghé một tiệm bánh nổi tiếng và thưởng thức món hot dog đường phố, nhưng không thích ngâm mình trong làn nước lạnh như băng.  |                    |                      |                    |
| 38 | 5                  | "Dubai"              | 1 tháng 3 năm 2024 |
| Các nền văn hóa hội tụ ở Dubai, quê hương của món mà Phil gọi là "bánh kẹp ngon nhất trên đời". Anh cũng ghé qua một quán trà truyền thống và tham dự bữa tiệc iftar tháng Ramadan.  |                    |                      |                    |
| 39 | 6                  | ""The Real" Orlando" | 1 tháng 3 năm 2024 |
| Nhìn xa hơn các công viên giải trí để khám phá khung cảnh ẩm thực đa dạng của Orlando. Tại đó, Phil thưởng thức porchetta, kem Philippines, paella và bánh quy khổng lồ.             |                    |                      |                    |
| 40 | 7                  | "Đài Bắc"            | 1 tháng 3 năm 2024 |
| Phil ăn sạch bữa ăn ấn tượng ở Đài Bắc, thưởng thức mùi thơm quyến rũ của phố cổ Cửu Phần và dùng bữa cùng ngôi sao NBA Dwight Howard.                                               |                    |                      |                    |
| 41 | 8                  | "Scotland"           | 1 tháng 3 năm 2024 |
| Phil nhấp rượu whisky Scotch nổi tiếng trên đảo Skye. Ở Edinburgh, anh thưởng thức đồ ngọt, ngấu nghiến haggis và dùng bữa cùng nam diễn viên đoạt giải thưởng Kelly Macdonald.      |                    |                      |                    |